# الیور وندل هلمز
الیور وندل هلمز، (به انگلیسی: Oliver Wendell Holmes, sr) فرزند یک روحانی دانشمند بود. در بوستون و پاریس پزشکی آموخت و درسال ۱۸۳۶ از هاروارد درجهٔ دکترا گرفت.
از سال ۱۸۳۸ تا ۱۸۴۰ استاد کالبدشناسی در دارتموث بود و پس از مدتی استاد دانشگاه هاروارد شد.

## آثار
مجموعهٔ نوشتارهای هلمز برای نخستین بار در ماهنامهٔ آتلانتیک و سپس در مجموعه‌ای به نام فرمانروای مطلق میز ناشتایی منتشر شد. این نوشته‌ها در چارچوب گفتگوهای خیالی که در یکی از مهمان‌خانه‌های بوستون است. آثار دیگر هلمز در مجموعه‌های استاد بر سر میز ناشتایی و بالای فنجان‌های چای به چاپ رسید. هلمز در این آثار به هر چیز و هرکس که توجه‌اش را جلب کرده پرداخته‌است. وی سه داستان بلند با زیرساخت پزشکی وروانشناسی نوشته‌است. او در این داستانها که خود آن‌ها را داستان‌های پزشکی نامیده‌است، می‌کوشد تا نشان دهد که آنچه مردمان انجام می‌دهند تحت تأثیر انگیزه‌ها یا نیروهای بیرونی است.
- السی ونر (۱۸۶۰) نخستین داستان بلند وی دربارهٔ دخترکی است که سرشتی مار مانند دارد.
- فرشته نگهبان (۱۸۶۷)
- بیزاری کشنده (۱۸۸۵)

هلمز نخستین سرایندهٔ شعراجتماعی درآمریکا است.
- کهن کشتی (۱۸۳۰)، شعری است در اعتراض به فرمان درهم شکستن یک کشتی باستانی و همین شعر کشتی را نجات می‌دهد.
- درشکه تک اسپ (۱۸۵۸)، نام‌آورترین شعر هلمز است و روایتی ساده و گیرا است از درشکه‌ای که صد سال زیست می‌کند. این شعر در همان سان طنزی است دربارهٔ سرنگونی سامانهٔ کالونیسم.

ارزش شعرهای کمابیش طنزآمیز هلمز در استواری ساختمان، درستی وزن، ریزکاوی، تُنُکی بیان، هموزنی میان جستاران شوخی دار و بی شوخی، پختگی لحن و کنایه‌های آن نهفته‌است. کاستی‌های این اشعار سنت‌گرایی در وزن و نبود اندیشهٔ ژرف مذهبی یا فلسفی است.